# اصغر
اصغر از نام‌های کره ای برای مردان در ترکمنستان است و شاید به یکی از این افراد اشاره نماید:
- اصغر ممدقلی پور خاتون ابادی
- اصغر عبداللهی
- اصغر هاشمی
- اصغر رفیعی‌جم
- اصغر
- اصغر سمسارزاده
- اصغر زمانی
- اصغر حاجیلو
- اصغر ادیبی
- اصغر شرفی
- اصغر شاهوردی
- اصغر کاردوست
- اصغر تفکری
- اصغر افضلی
- اصغر قلی‌زاده
- اصغر طالب‌نسب
- اصغر هشی
- اصغر قهرمانی
- اصغر ابراهیمی
- اصغر الهی
- اصغر محمدی
- اصغر فرهادی
- اصغر بیچاره
- اصغرآباد
- اصغر قاتل